# La Cenicienta (película de 1994)
La Cenicienta (Cinderella en inglés) es una película infantil animada basada en el clásico cuento de hadas La Cenicienta de Charles Perrault, lanzada directamente en formato VHS en 1994. Cuenta la aventura de una dulce y hermosa joven llamada Cenicienta maltratada por su malvada madrastra y sus dos malvadas hermanastras que un día atiende a un maravilloso baile real con la ayuda de su hada madrina. La muchacha baila con el príncipe y de él se enamora. Huye del baile con prisa dejando atrás uno de sus zapatos de cristal que después le sirve para probarle al príncipe que es ella a quien él ama. Esta es una de las muchas adaptaciones cinematográficas animadas de esta historia.
La Cenicienta fue producida por Jetlag Productions, distribuida en DVD en los Estados Unidos por GoodTimes Entertainment en el año 2002 y por Manga Films en España en el año 2006.

## Argumento
En la gran casa de un señor noble viven él, su esposa y su única bonita, encantadora y dulce hija. La vida para los tres es muy feliz, pues ellos se quieren mucho y en su hogar reina la felicidad. Sin embargo un día, la esposa del señor noble muere dejando al señor noble, su propio esposo, y a su única hija solos, ambos sumidos con una gran tristeza. Un tiempo después, el señor regresa de uno de sus viajes con una nueva y segunda esposa que trae con ella a sus dos hijas de un primer y fallecido esposo de un anterior y primer matrimonio, para la hija del señor esto resulta un duro golpe. Cuando el señor se va en un viaje de negocios, la hija del señor se queda sola con su nueva familia, su malvada madrastra y sus dos malvadas hermanastras. La malvada madrastra y sus dos hijas son egoístas y crueles y humillan y maltratan a la muchacha, le sacan su habitación y sus finas ropas y la obligan a hacer las tareas más duras de la casa y la obligan a dormir en una alfombra de paja en frente de la chimenea. Las cenizas, con el viento, se esparcen sobre ella y por esta razón, la malvada madrastra y las dos malvadas hermanastras se burlan de ella y la llaman Cenicienta.
En el palacio, el príncipe no encuentra una futura esposa que le agrade y sus padres, el rey y la reina, están desesperados. La reina y el rey entonces planean un gran baile real al que invitarán a todas las doncellas del reino y a los mejores cocineros y músicos de Europa. La invitación llega a la casa de Cenicienta y cuando la malvada madrastra lee la carta, Cenicienta humildemente le pide permiso a su malvada madrastra para ir al baile real del castillo del príncipe; sin embargo, la malvada madrastra de Cenicienta se niega y prohíbe a su hijastra Ceniciena asista al baile real del príncipe. Cenicienta ayuda a sus dos hermanastras y también a su malvada madrastra a preparase para el baile y cuando acaban, ellas tres se apiadan de la muchacha. Cuando Cenicienta le pide una vez más permiso a su malvada madrastra para ir al baile del príncipe, sus dos hermanastras están de acuerdo. La malvada madrastra de Cenicienta dice que le dará permiso a su hijastra Cenicienta si recoge un montón de lentechuelas que había arrojado en las cenizas en la chimenea. Entonces aparece el hada madrina de Cenicienta, quién la ayuda a recoger las lentechuelas con los pajaritos. Sin embargo, se descuidan y dejan una lentechuela en la chimenea, la malvada madrastra de Cenicienta se da cuenta y definitivamente niega el permiso a su hijastra Cenicienta.
El hada madrina consuela a Cenicienta diciéndole que sin duda podrá ir al baile. El hada madrina le da a la muchacha un precioso vestido digno de una bonita y dulce princesa, un par de zapatos de cristal y posteriormente el hada madrina transforma con su varita mágica una calabaza, seis ratones, una rata y seis lagartijas en una magnífica carroza dorada, junto además de un cochero, seis lacayos y seis caballos blancos. Justo antes de marchar, el hada madrina le advierte a Cenicienta que no debe quedarse más tarde de las doce de la medianoche, ya que entonces el encantamiento desaparecerá y volver a ser la misma sirvienta de su casa de antes. Con una gran alegría, Cenicienta llega al palacio real donde están reunidas todas las doncellas del reino. A la hora de bailar, un apuesto hombre le pide a Cenicienta que baile con él, Cenicienta no sabe que se trata del príncipe. Cenicienta y el príncipe bailan por horas sin darse cuenta del tiempo hasta que por fin dan las doce y Cenicienta sale corriendo, no queriendo ser vista en harapos como le había advertido su hada madrina. En su huida deja atrás uno de sus zapatos de cristal. 
Una vez en casa, Cenicienta se siente triste al no saber nada sobre el hombre del que se había enamorado esa noche, en el palacio, el príncipe siente lo mismo. El príncipe manda la búsqueda de la muchacha a través del reino, diciendo que se casará con aquella que pueda ponerse el zapato cómodamente, esperando así poder encontrar a la encantadora dama con quien había bailado. Después de un tiempo, el príncipe llega a la casa donde vive Cenicienta; la malvada madrastra, que ya sabía sobre la búsqueda del príncipe, trata de alterar el tamaño de los pies de sus dos hijas con cubos de agua helada e hirviendo. Su truco falla y ninguna de sus dos hijas logra ponerse el zapato de cristal. Cenicienta permanece en su cuarto, donde había sido obligada a quedarse, y lleva a cabo el plan de su hada madrina de cantar. Al oír su voz desde abajo, el príncipe reconoce a la muchacha y ordena que la traigan enseguida. El zapato de cristal es probado en Cenicienta, a quien le encaja perfectamente. Sin embargo, la malvada madrastra de Cenicienta le dice al príncipe que es imposible que su única hijastra Cenicienta sea la princesa misteriosa a quién el mismo busca. Enfadada, el hada madrina revela el otro zapato de cristal que Cenicienta guardaba. El príncipe, convencido, le pide a Cenicienta que sea su princesa y también su futura esposa. Ellos se casan con la bendición del padre de Cenicienta, ella perdona a su malvada madrastra y también a sus dos hermanastras y se asegura de encontrarles dos futuros esposos a sus dos hermanastras. La Cenicienta y el príncipe se casan y viven felices por el resto de sus días.

## Canciones
- "Dream On, Cinderella": ("Sueña, Cenicienta") La canción del inicio de la película en la que a Cenicienta se le dice de soñar con un príncipe amado y maravilloso.
- "The Chance of a Lifetime": ("Ha llegado el momento") Las dos hermanastras de Cenicienta cantan mientras se preparan para el baile, que ha llegado el momento en el que conquistarán el corazón del príncipe.
- "Where Have You Been All My Life": ("Dónde has estado antes de hoy") La Cenicienta y el príncipe, cada uno en su hogar, expresan sus sentimientos de amor y perdida a través de esta canción.